# فرید زکریا
 فرید رفیق زکریا (به انگلیسی: Fareed Rafiq Zakaria) متولد ۱۹۶۴ در بمبئی، هندوستان، خبرنگار، مقاله‌نویس، ویراستار نشریه تایم، نظریه‌پرداز، و از استادان شناخته شده مسائل سیاست خارجی در آمریکا است. او مجری برنامه شبانگاهی GPS در سی ان ان است. وی همچنین به عنوان کارشناس مسائل سیاستگذاری در کانال‌های تلویزیونی سراسری سی ان ان، پی بی اس، و شبکه‌ای بی سی نیز حضوری پر تعداد داشته‌است. وی دکترای خود را از دانشگاه هاروارد زیر نظر ساموئل هانتینگتون دریافت نمود. وی تا پیش از اشتغال در نشریه نیوزویک، از ویراستاران نشریه فارن افرز بوده‌است جایی‌که برای نخستین‌بار از واژهٔ دموکراسی غیرلیبرال نام می‌برد. زکریا در خانواده‌ای مسلمان بزرگ شده‌است.

## منازعه ساخت مسجد در محل حادثه ۱۱ سپتامبر

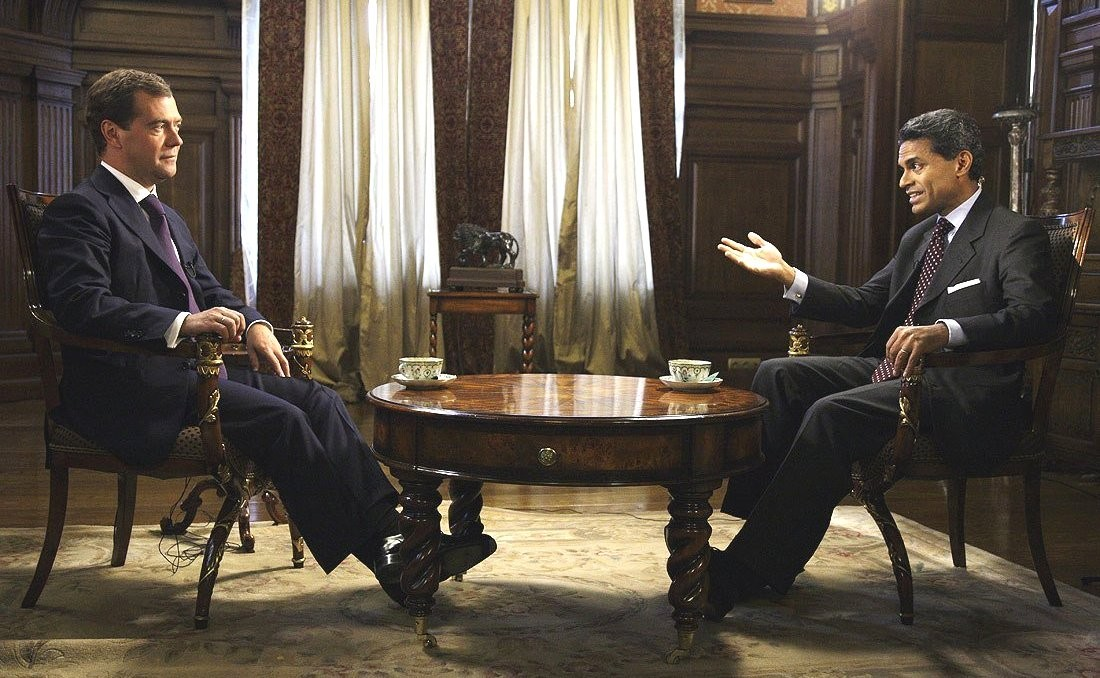
زکریا در مصاحبه با دیمیتری مدودف، ۲۰۰۹.

به‌دنبال مخالفت اتحادیه ضد افترا در سال ۲۰۱۰ با ساخت یک مسجد در مکانی که پیشتر مرکز تجارت جهانی در آن قرار داشت و در حادثه ۱۱ سپتامبر از میان رفت، زکریا جایزهٔ ۱۰۰۰۰ دلاری که قبلاً توسط آنان به او داده شده بود را به آن اتحادیه به نشان اعتراض پس فرستاد. این عمل او در رسانه‌های ملی باعث بروز بحث‌های فراوانی گردید. پیشنهاد طرح ساخت یک مسجد در جوار مکان واقعهٔ حملات ۱۱ سپتامبر حساسیت‌های حادی را برانگیخته‌است. در حالیکه بسیاری ساخت یک مسجد در آن مکان را توهینی به آمریکا و قربانیان آن حادثه می‌دانند، بسیاری دیگر همانند شهردار مایکل بلومبرگ از حامیان ساخت مسجد هستند، و منازعه و بحث سر ساخت آن مسجد کماکان ادامه دارد.

## فعالیت علمی
فرید زکریا صاحب چندین عنوان مقالهٔ تخصصی در موضوع سیاست خارجی آمریکا و همچنین نظام بین‌الملل است. وی در دو کتاب پر مخاطب با عنوان جهان بعد از آمریکا و آیندهٔ آزادی به بررسی موضوعات بسیار مهمی می‌پردازد که چشم‌انداز روشنی را از آیندهٔ پرشکوه دمکراسی و آزادی و همچنین اوج کشورهای نوظهور دیگر به همراه آمریکا ارائه می‌دهد.
نشر نی، کتاب‌های فرید زکریا را در ایران منتشر می‌کند.

## نقادی
در اوت ۲۰۱۲ او به اتهام دزدی ادبی به مدت یک ماه از کار در مجلهٔ «تایم» و شبکهٔ «سی. ان. ان» معلق شد. او در یادداشتی با عنوان «کنترل اسلحه در آمریکا» که در ستون‌اش در تایم منتشر کرد، بخش‌هایی از مقالهٔ «ژیل لپور» در هفته‌نامهٔ «نیویورکر» را منتشر کرده بود. او در ۱۰ اوت به این دزدی ادبی اعتراف و عذرخواهی کرد. پیش از این در سال ۲۰۰۹، روزنامه‌نگاری به نام «جفری گلدبرگ» زکریا را به دزدی ادبی متهم کرده بود.

## زندگی شخصی
زکریا شهروند ایالات متحده است. وی در ۱۹۹۷ با پائولا تروکمورتون، طراح جواهرات ازدواج کرد. این زوج سه فرزند دارند. در ژوئیه ۲۰۱۸ همسرش درخواست طلاق داد.
او در حال حاضر ساکن آپر وست ساید در شهر نیویورک است. زکریا بعد از فارغ التحصیل شدن از دانشگاه علاقه به آشپزی را در خود تقویت نمود آنچنانکه به سرآشپزها از جمله ژاک پپن و جولیا چایلد اعتبار بخشید. زکریا یک مسلمان سکولار است که خود را غیر عمل‌گرا توصیف می‌کند. او اظهار داشته: دیدگاه من در مورد ایمان پیچیده است - جایی بین خداپرستی و تجاهل گرایی یا ندانم‌گرایی قرار دارم، اما از نظر دیدگاه کاملاً سکولار هستم. همسر سابق او مسیحی بود و سه فرزندش مسلمان نشده اند.